# 15295 Tante Riek
15295 Tante Riek è un asteroide della fascia principale. Scoperto nel 1991, presenta un'orbita caratterizzata da un semiasse maggiore pari a 2,3509414 UA e da un'eccentricità di 0,0610172, inclinata di 7,61443° rispetto all'eclittica.